# Ilex permicrophylla
Ilex permicrophylla är en järneksväxtart som beskrevs av Merrill. Ilex permicrophylla ingår i släktet järnekar, och familjen järneksväxter. Inga underarter finns listade i Catalogue of Life.